# Sphaerotheca rolandae
Sphaerotheca rolandae és una espècie de granota que viu a l'Índia i Sri Lanka.
Està amenaçada d'extinció per la pèrdua del seu hàbitat natural.